# Erzbischöfliches Archiv zu Gniezno

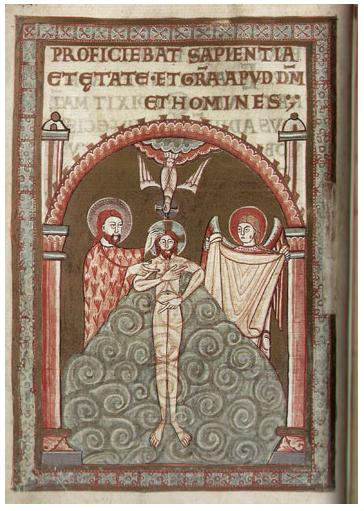
Titelseite des Goldenen Buchs von Gnesen

Das Erzbischöfliche Archiv zu Gniezno (poln. Archiwum Archidiecezjalne w Gnieźnie) ist ein Archiv der Erzdiözese Gnesen, das neben Archivbeständen der Erzdiözese auch die historische Dombibliothek umfasst. Es wurde 1960 vom Primas Poloniae Stefan Wyszyński gegründet und befindet sich auf dem Lech-Hügel in Gniezno (deutsch Gnesen).

## Geschichte
Das Erzbischöfliche Archiv zu Gnesen wurde 1960 vom polnischen Primas Stefan Wyszyński mit dem Ziel gegründet, die Archivbestände der Erzdiözese aufzubewahren, zu bearbeiten, zu konservieren und für wissenschaftliche Untersuchungen zugänglich zu machen. Auf Wunsch Wyszyńskis wurde die historische Dombibliothek Gnesens mit einigen der wertvollsten Denkmäler der polnischen und europäischen Kultur Teil des neuen Erzbischöflichen Archivs. So kam es in den Besitz einer der ältesten Bibliotheken Polens.
Die Gründung, Entwicklung und Geschichte der ehemaligen Dombibliothek geht auf das 11. Jahrhundert zurück und steht im engen Zusammenhang mit der Errichtung des Erzbistums Gnesen und damit der Errichtung des ersten polnischen Staates. Mit der Konstitution des Domkapitels wurde die Einrichtung einer Dombibliothek erforderlich. Ihre Bücher wurden von Beginn an in der Erzkathedrale von Gniezno aufbewahrt, in verschiedenen Kapellen, in deren oberen Stockwerken, oberhalb der Sakristei und dem Chorraum sowie in Kammern unter dem Nordturm der Erzkathedrale. Im Jahr 1754 baute man im nördlichen Narthex der Erzkathedrale Räume ein, um den speziellen Bedürfnissen einer Bibliothek gerecht zu werden. Doch der Bücherbestand stieg bis Mitte des 20. Jahrhunderts so schnell an, dass man während der 1960er Jahre einige Stockwerke im angrenzenden Turm sowie den Dachboden des gesamten nördlichen Seitenschiffs ausbaute, um Platz zu schaffen. Im Jahr 1998 wurde die Dombibliothek zusammen mit dem Gesamtbestand des Erzbischöflichen Archivs in den neuen Hauptsitz auf dem Lech-Hügel verlegt.
Die ehemalige Dombibliothek überstand im Laufe der Geschichte mehrere Beutezüge. Die ersten schweren Verluste erlitt sie 1038 oder 1039 durch die Tschechen unter Břetislav I. Man glaubt, dass damals die Annalen des Domkapitels von Gniezno abhandenkamen, welche die älteste Hagiographie Adalberts von Prag, des ersten Heiligen Polens, waren. Weitere Verluste im Bestand musste die Bibliothek hauptsächlich durch die Transporte nach Chęciny oder Ożarow in Zeiten politischer Unruhen und Kriege hinnehmen, z. B. 1331 während eines Angriffs des Deutschen Ordens, teilweise aber auch infolge des schweren Brands der Erzkathedrale 1613. Im Verlauf des Überfalls der Schweden in der zweiten Hälfte des 17. Jahrhunderts verlor die Dombibliothek viele Werke. Während des Zweiten Weltkriegs deportierten die Deutschen die gesamte Dombibliothek von Gnesen nach Posen und danach alle wertvollen Manuskripte nach Deutschland. Sofort nach der Befreiung 1945 nahm Polen die Suche nach diesem Besitz auf, forderte ihn zurück und stellte die geplünderten Denkmäler der polnischen Kultur wieder her. Die Bücher der Dombibliothek konnten in den Nachkriegsjahren wieder zurück an ihren ursprünglichen Ort gebracht werden.

## Bestand
Neben Archivbeständen des Erzbistums Gnesen gehört nach Vorgabe Kardinal Wyszyńskis auch die historische Büchersammlung der ehemaligen, seit dem 11. Jahrhundert bestehenden Domkapitelbibliothek zum Bestand des Erzbischöflichen Archivs zu Gnesen, die einer der ältesten Bibliotheken Polens ist. Mit dieser Büchersammlung besitzt das Archiv – trotz der genannten Verluste – derzeit ca. 80.000 Bücher, über 1.100 Pergament- und Papierhandschriften, über 1.350 Inkunabeln (drittgrößte Sammlung in Polen) sowie ca. 78.000 Druckschriften.
Zu den bedeutendsten Werken gehören:
- Karolingisches Evangeliar – ein Manuskript aus der Zeit um 800 (Sign. BK Ms 1)[2]
- Codex aureus Gnesnensis – aus dem Jahre 1085 (BK Ms 1a)
- Missale Plenarium – das einzige Messbuch Polens mit Neumen (aus der 2. Hälfte des 11. Jahrhunderts, vermutlich in Bayern geschrieben) (BK Ms. 149)[3]
- Gniezno-Bulle von Papst Innozenz II. – bekannt als Goldene Bulle der polnischen Sprache (aus dem Jahre 1136)
- Codex Crusviciense – ein Evangeliar der sächsisch-westfälischen Schule in Helmarshausen (aus dem Jahre 1160)[4]
- Skotnicki-Bibel (aus dem 14. Jahrhundert)
- Biblia Sacra – ein Meisterwerk der spätgotischen Buchmalerei aus der Werkstatt des Laurin von Klatovy mit 128 figürlichen und ornamentalen Initialen (aus dem Jahr 1414)

Seit 1975 gibt das Archiv die Studia Gnesnensia heraus.